# Felix Donath
Felix Donath (* 7. Januar 1993 in Zittau) ist ein ehemaliger deutscher Radrennfahrer, der auf Straße und Bahn und im Cyclocross aktiv war.
2008 wurde Felix Donath deutscher Vize-Meister der Jugend im Querfeldeinrennen, zwei Jahre später Dritter der deutschen Meisterschaft im Einzelzeitfahren. 2011 wurde er Zweiter der Gesamtwertung der Tour de la Région de Lodz. Im selben Jahr belegte er Rang drei in der nationalen Junioren-Meisterschaft im Einzelzeitfahren. Insgesamt wurde er fünfmal deutscher Meister in den Nachwuchsklassen.
2013 wurde Donath gemeinsam mit dem LKT Team Brandenburg (Roger Kluge, Franz Schiewer und Stefan Schäfer) deutscher Meister in der Mannschaftsverfolgung der Elite.
Im Mai 2015 wurde Felix Donath bei einem Straßenrennen schwer verletzt, als er auf einen PKW prallte, der an der Strecke geparkt hatte. Danach entschloss er sich, seine Ambitionen auf eine Profikarriere aufzugeben und konzentrierte sich auf sein Betriebswirtschaftslehre-Studium.